# Superman: Escape from Krypton
Superman: Escape from Krypton in Six Flags Magic Mountain (Valencia, Kalifornien, USA) ist ein stählerner Shuttle Coaster vom Typ Reverse Freefall Coaster des Herstellers Intamin, die am 15. März 1997 als Superman The Escape eröffnet wurde. Die geplante Eröffnung wurde auf Grund von Problemen von 1996 auf 1997 verschoben. Bei dieser Bahn befinden sich zwei gleiche Spuren parallel zueinander, womit man sie auch als zwei Achterbahnen zählen könnte. Bis 2010 wurden die Wagen vorwärts beschleunigt. Nach einem Umbau und der Umbenennung in Superman: Escape from Krypton wurde ab 2011 der Wagen einer Spur rückwärts beschleunigt. Ende März 2025 verkündete der Park, dass Superman: Escape from Krypton nicht wieder eröffnet wird.
Superman, Tower of Terror II im Park Dreamworld (Australien) und Turbo Track im Ferrari World Abu Dhabi sind die einzigen Achterbahnen dieses Modells, die je gebaut wurden.
Am 7. Juli 2012 wurde mit Lex Luthor: Drop of Doom ein Freifallturm eröffnet, der in die Turmkonstruktion von Superman integriert ist. Dieser Freifallturm ist von der permanenten Schließung von Superman nicht betroffen.

## Fahrt

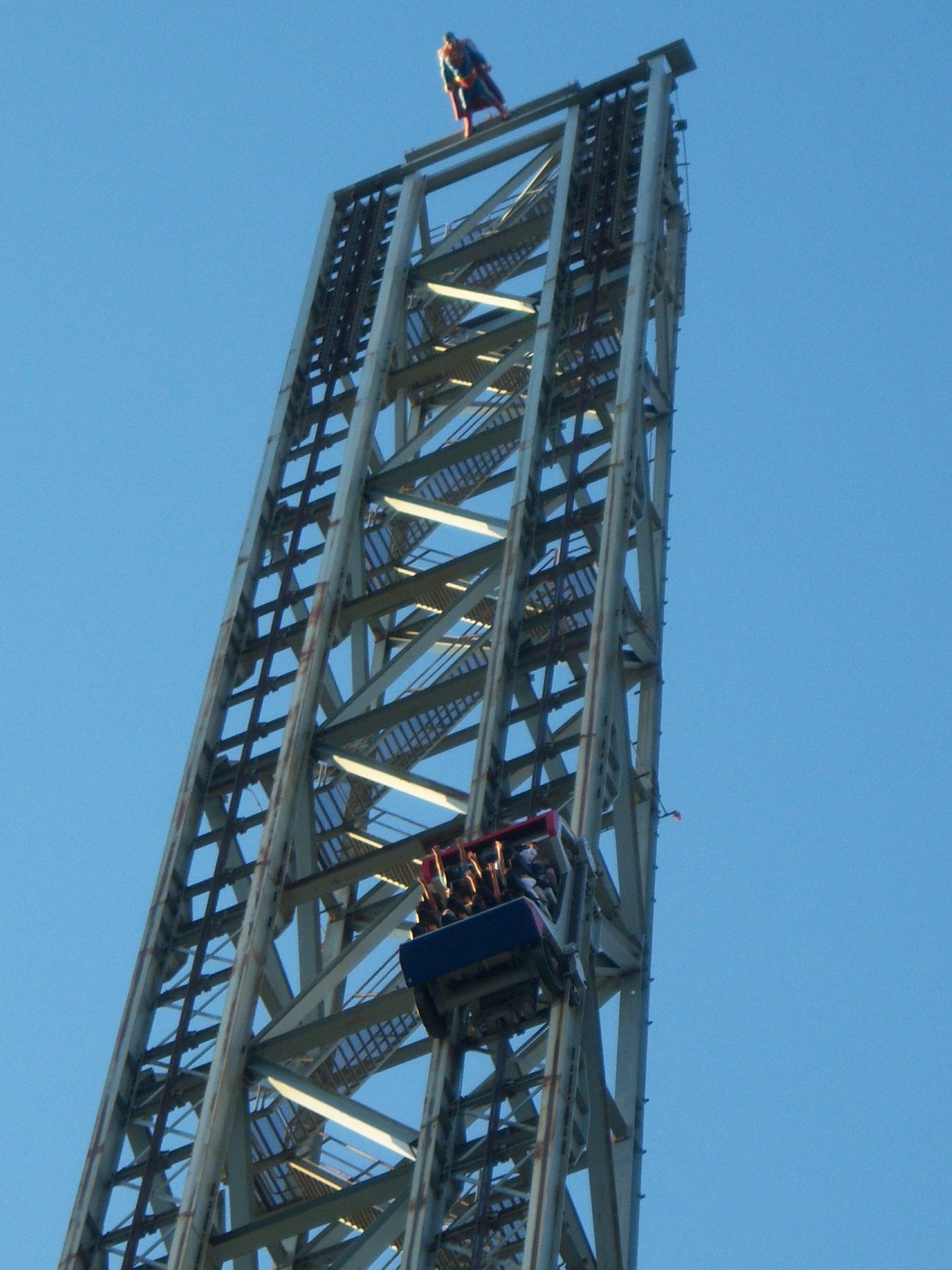
Superman-Figur auf der Spitze der Achterbahn

Der Wagen wurde (seit 2011 rückwärts) aus der Station heraus mittels LSM binnen 7 Sekunden von 0 auf 161 km/h beschleunigt. Danach fuhr der Wagen senkrecht einen 126,5 m hohen Turm hinauf. Er erreichte aber aufgrund der Geschwindigkeit nur eine Höhe von rund 100 m. Während der Auf- und Abfahrt in der Senkrechten spürten die Fahrgäste 6,5 Sekunden lang das Gefühl der Schwerelosigkeit, die so genannte Airtime. Wenn der Wagen die Beschleunigungsstrecke wieder erreichte, wurde er durch dieselben Motoren, die ihn ursprünglich beschleunigt haben, langsam abgebremst, bis er in der Station zum Stillstand kam.

## Wagen
Superman: Escape from Krypton besaß pro Spur jeweils einen Wagen mit Platz für jeweils 15 Personen. In der ersten Reihe saßen drei Personen nebeneinander, in den drei Reihen dahinter saßen jeweils vier Personen nebeneinander. Die Wagen waren mit vier großen Rädern ausgestattet. Die beiden vorderen Räder hatten einen Durchmesser von ca. 61 cm, die hinteren Räder hatten einen Durchmesser von ca. 76 cm.